# Lisovi Sorociînți, Prîlukî
Lisovi Sorociînți (în ucraineană Лісові Сорочинці) este localitatea de reședință a comunei Lisovi Sorociînți din raionul Prîlukî, regiunea Cernihiv, Ucraina.

## Demografie
Componența lingvistică a localității Lisovi Sorociînți
     Ucraineană (95,85%)
     Rusă (3,56%)
Conform recensământului din 2001, majoritatea populației localității Lisovi Sorociînți era vorbitoare de ucraineană (95,85%), existând în minoritate și vorbitori de rusă (3,56%).